# Cachoeira dos Índios
Cachoeira dos Índios là một đô thị thuộc bang Paraíba, Brasil. Đô thị này có diện tích 172,906 km², dân số năm 2007 là 8218 người, mật độ 47,5 người/km².